# Arthrobotrys irregularis
Arthrobotrys irregularis är en svampart som först beskrevs av Matr., och fick sitt nu gällande namn av Mekht. 1971. Arthrobotrys irregularis ingår i släktet Arthrobotrys och familjen vaxskålar.   Inga underarter finns listade i Catalogue of Life.